# San Pietro in Casale
San Pietro in Casale is een gemeente in de Italiaanse metropolitane stad Bologna (regio Emilia-Romagna) en telt 10.837 inwoners (31-12-2005). De oppervlakte bedraagt 65,8 km², de bevolkingsdichtheid is 165 inwoners per km².
De volgende frazioni maken deel uit van de gemeente: Asia, Cenacchio, Gavaseto, Maccaretolo, Massumatico, Poggetto, Rubizzano, Sant'Alberto, San Benedetto.

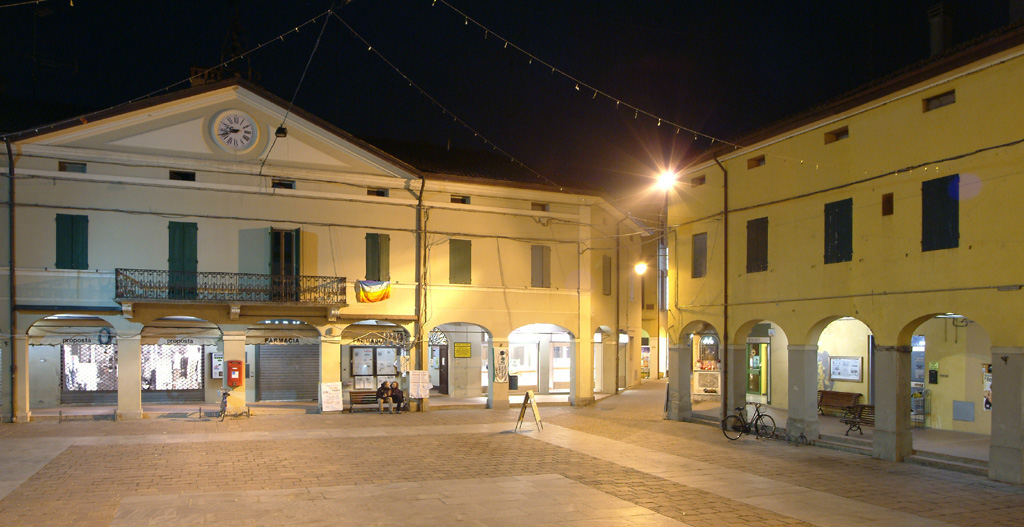
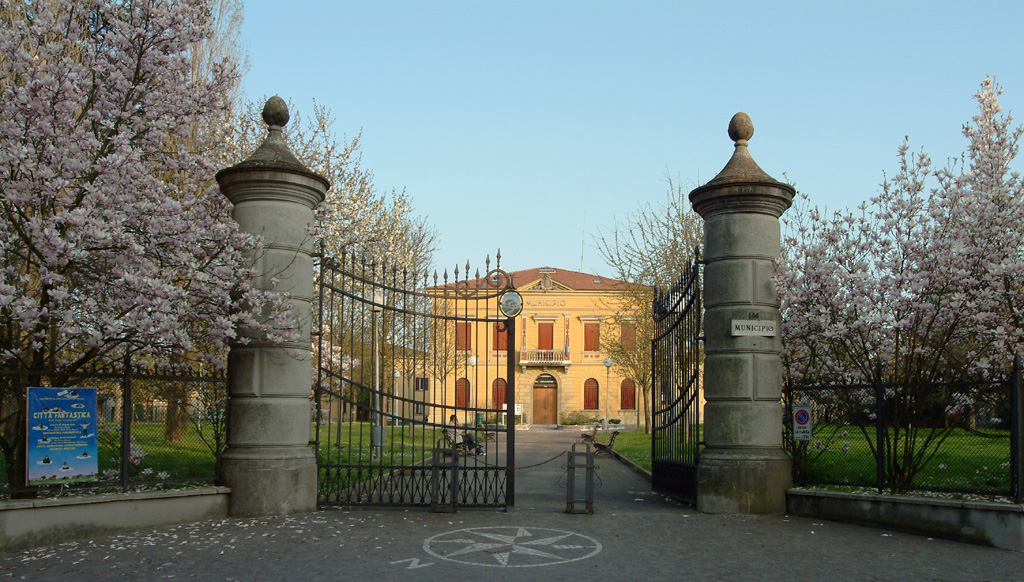
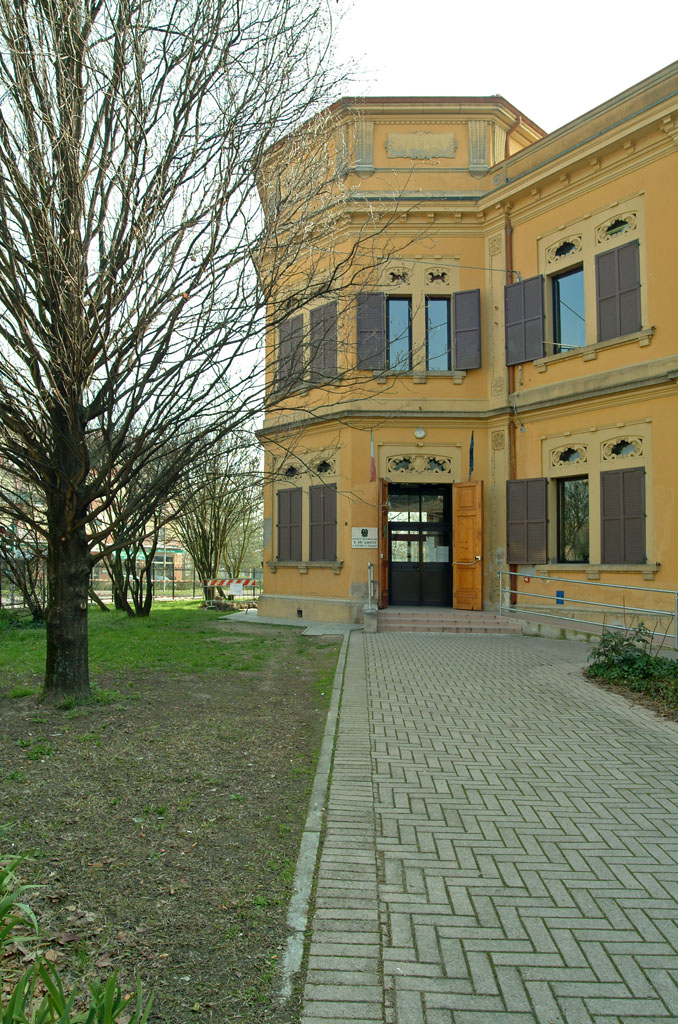

## Demografie
San Pietro in Casale telt ongeveer 4695 huishoudens. Het aantal inwoners steeg in de periode 1991-2001 met 11,9% volgens cijfers uit de tienjaarlijkse volkstellingen van ISTAT.
| Jaar | Inwoneraantal |
| ---- | ------------- |
| 1991 | 8814          |
| 2001 | 9866          |
| 2011 | 11736         |

## Geografie
De gemeente ligt op ongeveer 17 meter boven zeeniveau.
San Pietro in Casale grenst aan de volgende gemeenten: Bentivoglio, Castello d'Argile, Galliera, Malalbergo, Pieve di Cento, San Giorgio di Piano.